# Parafia św. Barbary w Będzinie
Parafia Świętej Barbary w Będzinie – rzymskokatolicka parafia znajdująca się w dekanacie będzińskim, diecezji sosnowieckiej, metropolii częstochowskiej w Polsce. Utworzona w 1989 roku. Obsługiwana jest przez księży diecezjalnych.

## Zasięg parafii
Ulice: Cicha, Kamienna, Kołłątaja nr 138–144, Kręta, Koszelew, Łąkowa, Nowa, Podmiejska, Prosta, Siemońska nr 1–54, Wiejska, Wolska, Zaciszna, Zielona, Żwirki i Wigury blok 32/a, Osiedle Podskarpie.

## Proboszczowie
- ks. Stanisław Sarowski (1989–2022)[2]
- ks. Włodzimierz Skoczny (październik 2022 – czerwiec 2023, administrator)[3]
- ks. Zenon Ptak (od 1 lipca 2023, administrator)[4].